# Rodoald al longobarzilor
Rodoald (sau Rodwald), (n. 637 d.Hr. – d. 653 d.Hr.) a fost rege longobard de Italia din dinastia Harodingienilor, din anul 652 până în 653.
Rodoald a succedat tatălui său Rothari pe tronul Regatului longobard. Se spune că avea o fire de afemeiat și a murit asasinat după numai șase luni de la preluarea domniei de către soțul uneia dintre amantele sale. Paul Diaconul scrie în cronica sa că Rodoald "a domnit 5 ani și 7 zile", însă istoricii moderni consideră că această durată este eronată. În locul lui Rodoald, tronul de la Pavia a fost preluat de către Aripert I, cu sprijinul catolicilor, care se opuneau extinderii arianismului în statul longobard.